# Geastrum quadrifidum
Geastrum quadrifidum es una especie de hongo de la familia Geastraceae. Descrita científicamente por Christiaan Hendrik Persoon en 1794, es una especie cosmopolita (pero no común) de Europa, América, África, Asia y Australasia. El hongo es un saprofita, se alimenta de la materia orgánica en descomposición presente en el suelo y la hojarasca de los bosques de coníferas.
Los pequeños y duros esporocarpos (cuerpos fructificantes) son bolas de color marrón grisáceo que inicialmente están envueltas por una piel, o peridio, compuesta por cuatro capas distintas de tejido. La capa externa de tejido se divide hasta formar puntas en forma de estrella y expone una funda circular de esporas. Dentro de la funda de esporas está la carne —tejido fértil productor de esporas, blanco y firme cuando está joven, pero se vuelve marrón y polvoso con la edad—. La funda de esporas de color marrón grisáceo se sitúa en un estipe corto y delgado, y tiene un poro estrecho bien definido en la parte superior, donde las esporas maduras pueden liberarse. El cuerpo frutificante, cuando está completamente expandido, alcanza los 2-3 cm (0.8-1.2 in) de ancho y hasta aproximadamente 3 cm (1.2 in) de altura. La piel exterior es púrpura-marrón, con cuatro o cinco puntas de color crema, o amarillo-marrón en las extremidades clavadas en el sustrato. Hay un tapete aplanado de micelios entretejidos entre las extremidades de las puntas. Las esporas son esféricas, verrugosas, y tienen un diámetro de hasta 6 µm. Geastrum quadrifidum forma parte de una serie de «estrellas de tierra», cuyas puntas arqueadas hacia abajo a medida que maduran levantan el saco de esporas hacia arriba, lo suficientemente alto como para permitir el paso de las corrientes de aire que difunden las esporas a nuevos hábitats. La especie se confunde fácilmente con Geastrum fornicatum, una «estrella de tierra» más grande pero sin una abertura de poros bien definida.

## Descripción
Al igual que en todos los miembros de Geastrum, la carne productora de esporas en interior está envuelta por el peridio, una estructura protectora compuesta de cuatro capas de tejido: un endoperidio interior y un exoperidio exterior que, además, puede estar dividido en un micelio externo —una capa dura y membranosa medio fibrilos— y una capa carnosa interna (conocida como seudoparénquima). El cuerpo fructificante inmaduro y sin abrir tiene una forma más o menos esférica a un poco aplanado, o algo irregular. Se encuentra parcial o totalmente cubierto de tierra, con residuos incrustados. Cuando el cuerpo fructificante se expande es más alto que ancho, aproximadamente 10-40 mm (0.4-1.6 in) de alto, incluyendo el cáliz del micelio de aproximadamente 15-55 mm (0.6-2.2 in). El exoperidio (la capa externa del tejido de cuatro capas del peridio) se divide en tres a seis puntas en la parte medial, aunque es frecuente encontrar con cuatro o cinco; esta capa tiene una forma acorazada o arqueada, una característica estructural que surge cuando el mesoperidio se separa del exoperidio y se adhire únicamente al borde. De esta manera, el endoperidio (la capa interna de tejido que encierra el saco de esporas) se eleva hacia arriba con el movimiento descendente de las puntas. En esta especie, las extremidades de las puntas permanecen unidas a la capa de micelio, la cual queda unida al sustrato como un tazón en el suelo.

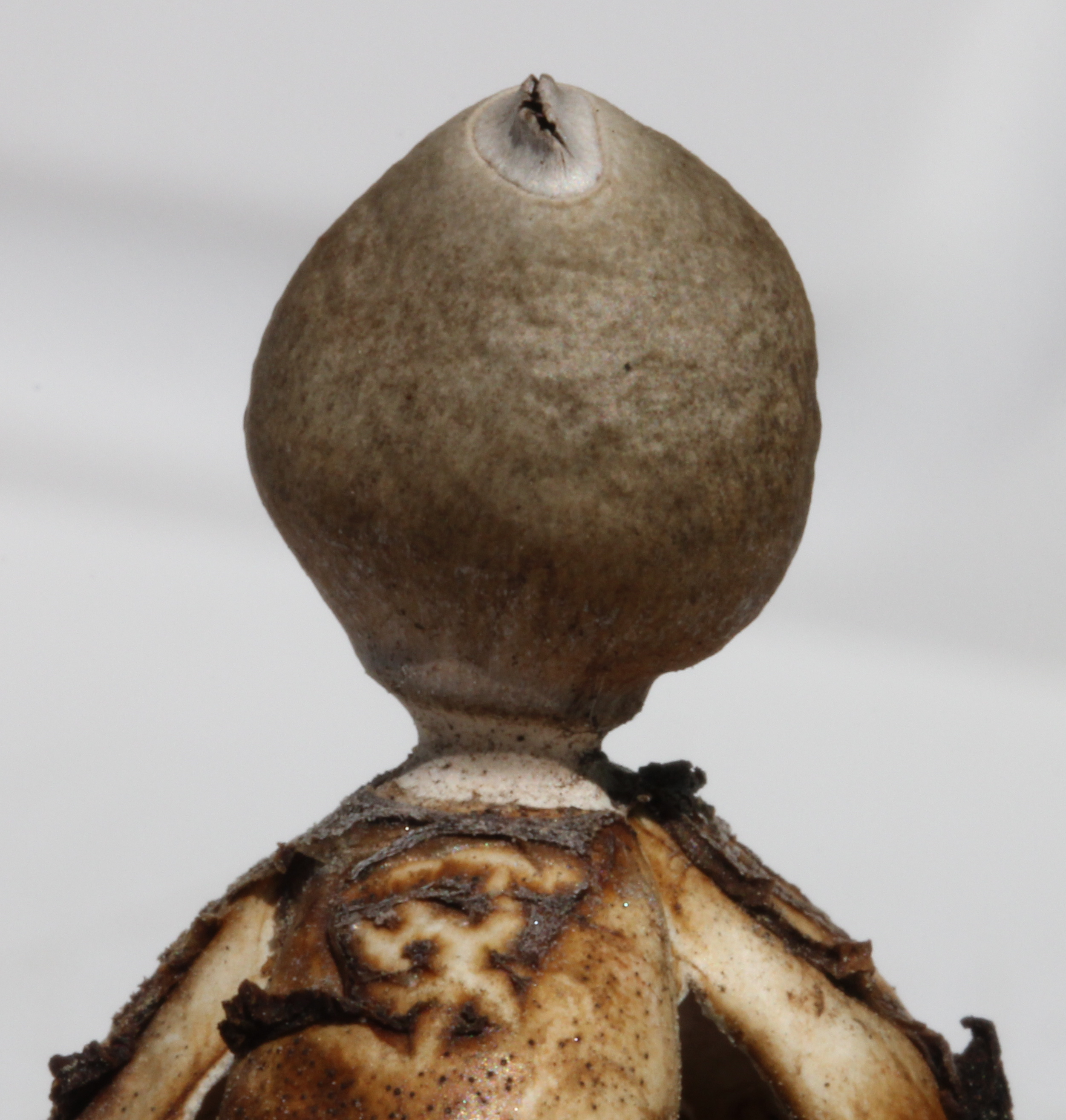
Acercamiento al saco de esporas en el que se observa la peristoma (arriba) y el estipe de apoyo (abajo).

Una de las características que la diferencian de Geastrum es que las puntas no son higroscópicas: no se abren y cierran en respuesta a los cambios de humedad. En general, las puntas son anchas, pero pueden observarse estrechas puesto que muchas veces sus bordes se enrollan hacia el interior. La anchura del exoperidio (cuando todavía está unido al cáliz del micelio) es de 8-25 mm (0.3-1.0 in), cuando está totalmente expandido es de aproximadamente 15-90 mm (0.6-3.5 in). Cuando la capa seudoparenquimatosa está fresca mide alrededor de 1-2 mm de espesor, en un principio es blanquecina, pero más adelante se torna amarillenta a marrón (o, en su lugar, tintes rojizos), y marrón oscuro cuando envejece. En especímenes con los cuerpos fructificantes recién expandidos, esta capa se cubre con una fina película de cristales y, en ocasiones, las hifas forman un cáliz o collarín seudoparenquimatoso que frecuentemente se despega en las manchas, cuando está seco se encoge y endurece. La capa fibrosa es parecida al papel o al cuero. La parte interior, cuando está libre de restos seudoparenquimatosos, es casi blanca, pero al envecejer se ensucia y adquiere un tono blanco grisáceo y, a veces, verdoso debido a las algas; inicialmente, la parte exterior es blanquecina y poco brillante, pero con la edad se torna de color blanco grisáceo y sin brillo. La capa micelial tiene una parte interna blanquecina y está fuertemente unida a los residuos en su parte externa. Persiste durante mucho tiempo (los cuerpos fructificantes viven uno a dos años y se han encontrado con los cálices intactos del micelio).
El saco de esporas tiene una forma variable (casi esférica, ovoidal o irregular), pero por lo general es más alto que ancho. El diámetro oscila entre 3.5-16 mm (0.14-0.63 in), aunque es más comúnmente entre 5-10 mm (0.2-0.4 in). Una apófisis (una protuberancia en la parte inferior del saco de esporas) está presente muchas veces. El estipe es visible cuando la capa seudoparenquimatosa se ha secado, y es corta pero definida, mide 1-2.5 mm de alto; el color es variable: en especímenes secos es blanquecino, amarillento claro, beige grisáceo, gris ahumado o marrón grisáceo. El endoperidio en los cuerpos fructificantes recién expandidos es pruinoso: cubierto con un polvo beige claro o blanquecino de hifas y materia cristalina. Este polvo desaparece gradualmente a medida que envejece el cuerpo fructificante; su color es muy variable: se pueden observar endoperidios claros y oscuros. La peristoma (una región que rodea la apertura del saco de esporas) está claramente delimitada, con una forma más o menos cónica a parecida a un disco; tiene un color más claro que el saco de esporas, y mide hasta 2 mm de alto. Algunas veces, en ejemplares viejos, las hifas alrededor de la peristoma se pegan juntas para desarrollar estrías radiales. El color es variable, pero en muchas veces con tonos grises o en color pardo grisáceo, más pálido que el endoperidio. La columela (tejido estéril, que por lo general se origina en la base de la cane y se extiende en o a través de esta) tiene una contextura más débil, con una forma más o menos columnar o de bastón, emerge de una continuación del estipe más o menos abultada y se introduce alrededor de la parte media de la carne madura; esta es marrón oscura. La seta es comestible.

### Características microscópicas
Los basidios tienen un fíbula basal o se estrecha en una parte de la hifas que finaliza en abrazadera. Cuando son jóvenes tienen una forma más o menos elipsoidal o como un bastón, pero muchas veces, con la edad, cambian a una forma de botella, ampolla o, a veces, casi lecitiforme, entre otras formas; cuando maduran miden 14-21 x 4.5-7 µm (excluyendo la parte de las hifas). Esta última mide alrededor de 1-6 x 1-2 µm. El esterigmas (proyecciones delgadas de los basidios que se unen a las esporas) tiene 4-6 µm de largo y mayormente 1-1.5 µm de grosor. Las hifas situadas inmediatamente bajo los basidios tienen paredes delgadas, 1-2 µm de ancho, provistas de pinzas y densamente ramificadas. Las hifas de las placas tramales son más o menos paralelas, de paredes delgadas, 1.2 m de ancho, y provistas de abrazaderas que pueden observarse dilatadas.

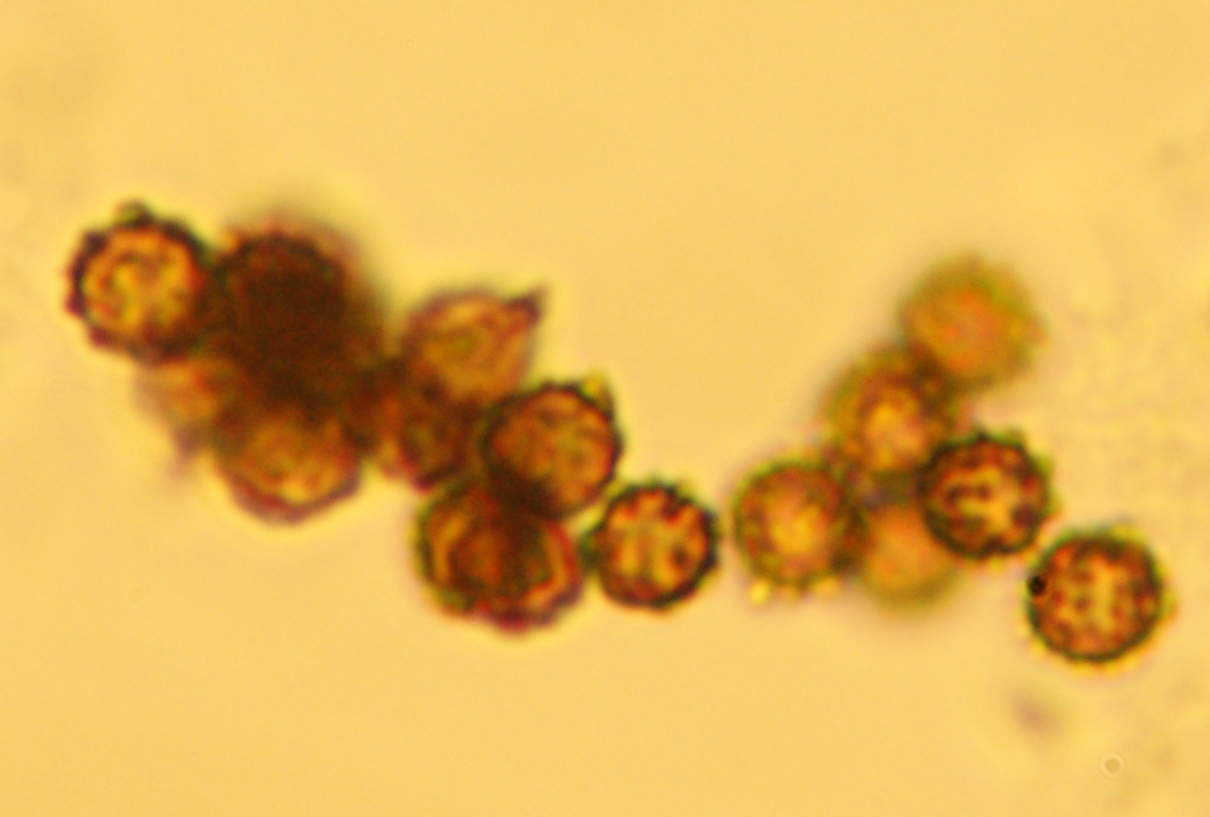
Las esporas tienen forma más o menos esférica y ornamentaciones en la superficie.

La masa de esporas es de color marrón oscuro cuando madura. Estas son esféricas, cubiertas con «verrugas», y miden 5-6 µm de diámetro (incluyendo la ornamentación); contienen una gota de aceite. El microscopio electrónico de barrido revela que las verrugas tienen hasta 0.8 µm de largo, procesos cónicos a columnares con puntas redondeadas hasta casi aplanadas. El apículo (la parte de la espora que se une a la esterigmas al final de un basidio) es distinta en los procesos radiales parecidos a crestas. En primer lugar, la joven espora es muy ancha antes de curvarse en una forma casi esférica u ovoidal en la madurez.
El capilicio alude a células gruesas, de paredes gruesas y maduración tardía en la carne que desarrollan poros o aberturas en sus paredes secundarias gruesas. Las hifas capilicias tienen hasta 1.5-9.5 µm de ancho, paredes gruesas, habitualmente con lumen estrecho, y con o sin ornamentación superficial. Las hifas de la columela tienen 1.5-14 µm de ancho (en ocasiones más amplias, hasta 34 µm), paredes gruesas, y habitualmente con lumen estrecho. Se pueden observar hifas con abrazaderas de paredes simples delgadas, de aproximadamente 1.5 µm de ancho. Las hifas endoperidiales están densamente entretejidas, con paredes gruesas, y con alrededor 2-6 µm de ancho. El polvo blanquecino en especímenes con cuerpos fructificantes recién expandidos consiste en materia cristalina e ramificaciones de hifas con abrazaderas de paredes finas y con 1.5-4 µm de ancho. Las hifas de la peristoma son de paredes gruesas y con 2-11 µm de ancho. La capa seudoparenquimatosa se construye por hifas similares a vejigas, de paredes finas y tamaño variable. En la superficie de especímenes con cuerpos fructificantes recién expandidos se observan cristales e hifas de paredes finas de las mismas que hay en el endoperidio. Los cristales son oxalato de calcio dihidratado y tienen la estructura cristalina de una pirámide, dispuestas individualmente o en agregados sueltos, y con 11-30 µm de tamaño. La capa fibrosa tiene hifas de paredes gruesas con 1.5-4 µm de ancho. La capa de micelio en la parte interior (observada como un revestimiento brillante en la capa fibrosa de los cuerpos fructificantes recién expandidos) consiste en una densa red de paredes delgadas, 1.5-4 µm de ancho y con hifas de abrazadera. También hay presentes hifas de paredes gruesas, las cuales miden 2-11 µm (a veces hasta 19) de ancho. La parte externa (el cáliz del micelio) consiste de hifas de paredes gruesas, ramificadas y densamente entretejidas (muchas veces con un lumen estrecho), y que miden 1.5-4 µm de ancho.

## Taxonomía
El micólogo neerlandés Christiaan Hendrik Persoon publicó la primera descripción válida de Geastrum quadrifidum en 1794, y más tarde sancionó este nombre en su Sinopsis Methodica Fungorum, publicada en 1801, como Geastrum quadrifidum var. minus (una variedad que ahora se considera sinónima de G. quadrifidum). Aunque la especie había sido descrita previamente como Lycoperdon coronatum por Jacob Christian Schäffer (1763) y Giovanni Antonio Scopoli (1772), años más tarde Joseph Schröter la describió nuevamente y la denominó Geaster coronatus (1889), el epíteto coronatus  no fue utilizado debido a la existencia del nombre sancionado.
En Japón, la especie es denominada algunas veces «Geastrum minus (Pers.) G. Cunn.» (como en una publicación de Sanshi Imai en 1936, por ejemplo); pero, dentro de la terminología taxonómica, este uso es un auctorum non —una aplicación errónea o mala interpretación del nombre de la especie—.
Según la clasificación de V. J. Staněk del género Geastrum (una clasificación más tarde refrendada en la  monografía de miembros de Geastrum en Europea, publicada por Sunhede en 1989), G. quadrifidum pertenece a la subsección Glabrostoma de la sección Perimyceliata, una agrupación de especies similares de Geastrum que incorporan e incrustan escombros en el capa de micelio, incluso tienen una peristoma (o abertura) fibrilosa, hecha de filamentos delgados similares a hilos más o menos paralelos). En la literatura en inglés tiene varios nombres comunes, como «estrella de tierra rayada» (rayed earthstar), «estrella de tierra de cuatro puntas» (four-pointed earthstar) y «estrella de tierra de cuatro patas» (four-footed earthstar). Samuel Frederick Gray la llamó four-cut shell-puff (literalmente, «pedo de concha con cuatro trozos») en The Natural Arrangement of British Plants (1821), pero el nombre no fue aceptado por autores posteriores. El epíteto específico quadrifidum deriva del latín y significa «cuatro tenedores».

### Especies similares
Geastrum quadrifidum es fácilmente confundida con G. fornicatum, la cual es más grande —superior a 15 cm (5.9 in)— y tiene esporas más pequeñas (4-5 µm de diámetro). G. minimum, aunque pequeña como G. quadrifidum, se distingue por tener más puntas (generalmente más de siete) y no tiene forma acorazada; además, la capa micelial se une a la capa fibrosa por un largo tiempo, sin formar un cáliz micelial como G. quadrifidum. La especie G. jurei (nativa de Chile) no tiene peristoma claramente delimitada.
También es similar a G. dissimile, G. leptospermum y G. welwitschii en la morfología de los cuerpos fructificantes, especialmente las puntas del exoperidio, el cuerpo endoperidial, y la peristoma. Muchas veces G. dissimile difiere de G. quadrifidum por su peristoma sulcados o sedoso fimbriado, suave, y esporas ligeramente más pequeños (4-5 µm de diámetro). G. leptospermum puede distinguirse por esporas más pequeñas (2-3 µm de diámetro), y por su preferencia por crecer en los musgos sobre los troncos de árboles. G. welwitschii difiere por su cáliz epígeo del micelio con un superficie exterior acolchada o similar al fieltro, e peristoma indistintamente delimitada.

## Distribución, ecología y hábitat
Aunque tiene una distribución amplia, no es una especie común. Los países europeos en la que ha reprotado la presencia del hongo son Bélgica, Dinamarca, Francia, Alemania, Montenegro, Noruega, Polonia y Suecia. En Asia se ha recogido en China y Japón. La distribución en América del Norte se extiende desde Canadá hasta el sur de México, e incluye Hawái. También se encuentra en Australia y Nueva Zelanda, Sudáfrica y América del Sur. Debido a su rareza, se ha clasificando en las Listas Rojas regionales de varios países europeos, entre ellos Montenegro, Dinamarca, Noruega y Polonia.
Como la mayoría de «estrellas de tierra», es un hongo sapróbico y pasa la mayor parte de su ciclo de vida como filamentos delgados de micelio, que producen nutrientes por descomposición de la hojarasca y detritos similares, al convirtirla en humus, y mineralización de la materia orgánica en el suelo. En general, los cuerpos fructificantes del hongo se encuentran en los bosques de coníferas, donde aparecen en verano y otoño. En México se encontró en bosques tropicales de matorrals y bosques tropicales de pinos-encinos de en el verano. En Gran Bretaña todas las colecciones se han hecho en bosques de hayas en suelo calcáreo.